# At First Sight
At First Sight er en amerikansk stumfilm fra 1917 af Robert Z. Leonard.

## Medvirkende
- Mae Murray som Justina.
- Sam Hardy som Hartly Poole.
- Jules Raucourt som Paul.
- Julia Bruns som Nell.
- William T. Carleton som Mr. Chaffin.